# Belvédère Élisabeth
Le Belvédère Élisabeth (en hongrois : Erzsébet-kilátó) est un belvédère situé sur János-hegy, colline du 12e arrondissement de Budapest, lieu le plus élevé de la capitale hongroise. Ce site est desservi par la ligne  7 du réseau ferroviaire hongrois (Gyermekvasút) et le Libegő.
Construite en 1911, la tour a été nommée en l'honneur de l'impératrice Elisabeth, épouse de l'empereur François-Joseph Ier, dite Sissi. L'architecte est Frigyes Schulek. 